# フリードリヒ・フォン・プルタレス
ヤーコプ・ルートヴィヒ・フリードリヒ・ヴィルヘルム・ヨアヒム・フォン・プルタレス（Jakob Ludwig Friedrich Wilhelm Joachim Graf von Pourtalès、1853年10月24日 オーバーホーフェン・アム・トゥーナーゼー - 1928年5月3日 バート・ナウハイム）は、ドイツの貴族、外交官。伯爵。第一次世界大戦勃発時に在露ドイツ大使を務めていた。

## 生涯
外交官・大使を務めたアルベルト・フォン・プルタレス伯爵の弟ヴィルヘルム・フォン・プルタレス伯爵（1815年 - 1889年）と、プロイセン外務大臣を務めたモルティマー・フォン・マルツァーン伯爵の娘シャルロッテ・フォン・マルツァーン（1827年 - 1861年）の間の一人息子として生まれた。リーグニッツの騎兵学校を卒業後、プロイセン陸軍を経て外交官の道に進んだ。1873年に王室侍従ゲオルク・フォン・カーニッツ伯爵の娘ギーゼラ・フォン・カーニッツ（1873年 - 1957年）と結婚したが、間に子供は無かった。
1879年に在オーストリア大使館の駐在武官となり、1881年に公使館書記官に昇進してウィーン（オーストリア）、デン・ハーグ（オランダ）、パリ（フランス）などを転々とした後、1888年に在ロシア大使館の大使館書記官に昇進する。1890年よりドイツ外務省ロシア部局における実務責任者として働き、さらに在オランダ特命全権公使に転じて1899年まで務め、1902年には在ミュンヘン（バイエルン）特命全権大使に転じた。1907年12月、在ロシア大使に任命された。1914年8月1日、ロシア政府に対するドイツ政府の宣戦布告書を提出し、中立国スウェーデン経由でドイツに帰国した。宣戦布告書提出時、プルタレスは涙を流していたという。第一次世界大戦中、プルタレスは古巣である外務省ロシア部局の指揮官の役目を果たす一方、ゴットリープ・フォン・ヤーゴウ、アルトゥール・ツィンメルマン、パウル・フォン・ヒンツェの3人の外務大臣の顧問を務めた。

## 著作
- Am Scheidewege zwischen Krieg und Frieden. Meine letzten Verhandlungen in Petersburg zu Ende Juli 1914, 1. Auflage, Charlottenburg, Deutsche Verlagsgesellschaft für Politik und Geschichte, 1919.